# Austrophorocera painei
Austrophorocera painei är en tvåvingeart som först beskrevs av Baranov 1934.  Austrophorocera painei ingår i släktet Austrophorocera och familjen parasitflugor. Inga underarter finns listade i Catalogue of Life.